# Yang Jiechi
Yang Jiechi (Shanghai, mei 1950) is een Chinees politicus. Hij was minister van Buitenlandse Zaken van de Volksrepubliek China van 2007 tot 2013.

## Biografie
Yang volgde de Universiteit van Bath in Engeland en vervolgde zijn studie aan de London School of Economics van 1973 tot 1975. Daarna werkte hij als diplomaat in de Verenigde Staten, eerst als Tweede Secretaris vanaf 1983, als ambassadeur van 2001 tot 2005 en daarna als viceminster voor Buitenlandse Zaken, met als verantwoordelijkheidsgebied Latijns-Amerika, Hongkong, Macau en Taiwan.
Tijdens zijn termijn als ambassadeur voor de VS werkte hij aan het verzachten van de spanningen tussen de twee landen die volgde op de botsing in open lucht tussen een spionagevliegtuig en een Chinees jachtvliegtuig bij het eiland Hainan in de Zuid-Chinese Zee.
Yang volgde de 66-jarige Li Zhaoxing op als minister die sinds 2003 had gediend en op dat moment met pensioen ging. In 2013 liep zijn ambtsperiode af en werd hij opgevolgd door Wang Yi.